# おおヒバリ!
『おおヒバリ!』は、1977年10月25日から1978年5月30日まで、TBS系列にて放映された学園ドラマ。
放送時間は毎週火曜日20:00～20:55。全30話。

## 概要・内容
舞台は横浜に新設された学園『私立港南若葉学園』で、ここで展開する日常、出来事、問題などを描いた青春喜劇である。
主人公・杉山賢一は、三年前に生徒に暴力を奮い、それが問題となった末に若葉学園を辞めていった。その後は倉庫会社に勤めているが、ある日、若葉学園の理事長代行を務める伊沢治が賢一に「若葉学園に戻って来てほしい」に頼む。これに治のおばで理事長のトモ、教頭の田貫が反対するが、「暴力を奮わないこと」の条件で賢一は若葉学園の教師に復職する。そして三年D組の担任に着任、賢一のことを「オニ山」と呼ぶ生徒たちとの付き合いが始まる。
物語の前半は教師杉山と建史等ラグビー部の生徒たちとのストーリーがメインだったが後半は杉山、伊沢そして「トラピスト」のあだ名で呼ばれる京子、そして伊沢に好意を持つ建史の姉ヨシ子の四角関係が中心になる（特に伊沢の苦悩）。京子は理事長の甥である伊沢と婚約関係にあったが、男らしい杉山の人間性に惹かれていき、伊沢はそれに嫉妬していくが最終回で決着がつくことになる。また教頭の腰ぎんちゃくだった「兵学校」こと古田（実際は兵学校に通っていなかったことをドラマ終盤に告白する）は京子の同僚教師の絹江に愛を告白してハッピーエンドを迎える。物語の最後を〆たのは理事長が歌うメンデルスゾーンの「おおヒバリ」であった。

## キャスト
- 杉山賢一：北大路欣也
暴力問題を起こしてはいるが、教師の仕事に真正面から取り組んでいる熱血漢。
- 伊沢治：古谷一行
数学教師。杉山にとって良き相談相手でアドバイザー。将来の学園長候補と言われている。
- 高梨京子：島田陽子
化学教師。伊沢に好意を持つ。
- 遠田小百合：秋野暢子
亡き兄は杉山の大学時代の親友で、杉山と同居している。
- 植村トモ：葦原邦子
若葉学園理事長。性格は温厚で、教師たちから尊敬されている。
- 古田洋一郎：穂積隆信
- 田貫仁三郎：名古屋章
若葉学園教頭。杉山にいつも反発している。
- ミズ・マクガイア：ホーン・ユキ
英語教師。生徒たちにも人気があり、杉山にもほのかながら好意を持っている。
- 清水番：桜木健一
- 小野建史：山田隆夫
- 小野ヨシ子：高橋洋子
建史の姉で、スナック「貿易風」の主人。京子とは恋のライバル同士。
- ミユキ：清水めぐみ
- 純一：野上祐二
- 近松絹枝：木内みどり
音楽教師。同僚、生徒たちから「ミス・クラシック」とあだ名されている。
- 佐野みどり：泉じゅん
- 由美：坂上味和
- 新井マリ子：北村優子
- 水原透：布川久伸
- 森本豊：田村幸司
- 春夫：藤江喜幸
- 守：二戸義則
- 平助：車だん吉
- リカ：山内正子
- 三島卓也：小野進也 - 小百合の高校の先輩
- 高野浩幸
- さかえ：竹田かほり
- ふさ（京子の祖母）：初音礼子

（出典：）

## スタッフ
- 企画：木下恵介
- プロデューサー：飯島敏宏
- 脚本：窪田篤人、桜井秀雄
- 演出：鈴木利正、楠田泰之、桜井秀雄
- 音楽：木下忠司
- チーフカメラ：河内和美
- 制作：木下恵介プロダクション、TBS

（出典：）

## 主題歌
『感情教育（Éducation Sentimentale）』- 作詞：ジャン-ピエール・ケルノア、作曲・歌・演奏：マキシム・ル・フォレスティエ

## サブタイトル
| 話数 | 放送日         | サブタイトル           | 脚本     | 演出     |
| ---- | -------------- | ---------------------- | -------- | -------- |
| 1    | 1977年10月25日 | 噂のあいつ             | 窪田篤人 | 鈴木利正 |
| 2    | 11月1日        | 三年D組です            | 窪田篤人 | 鈴木利正 |
| 3    | 11月8日        | 男の汗のほとばしり     | 窪田篤人 | 楠田泰之 |
| 4    | 11月15日       | 寝れなくって           | 窪田篤人 | 楠田泰之 |
| 5    | 11月29日       | 僕たちの悩みは         | 窪田篤人 | 鈴木利正 |
| 6    | 12月6日        | ウインター・ハズ・カム | 窪田篤人 | 鈴木利正 |
| 7    | 12月13日       | 愉快・痛快・全快       | 窪田篤人 | 楠田泰之 |
| 8    | 12月20日       | なつかしや青春         | 窪田篤人 | 楠田泰之 |
| 9    | 12月27日       | 暗ヤミでドキドキ       | 窪田篤人 | 鈴木利正 |
| 10   | 1978年1月3日   | 感冒と風邪             | 窪田篤人 | 鈴木利正 |
| 11   | 1月10日        | オニ山VSサル山         | 窪田篤人 | 楠田泰之 |
| 12   | 1月17日        | 遂にやった!            | 窪田篤人 | 楠田泰之 |
| 13   | 1月24日        | 港南よいとこ           | 窪田篤人 | 鈴木利正 |
| 14   | 1月31日        | ラブストーリィ         | 窪田篤人 | 鈴木利正 |
| 15   | 2月7日         | プロポーズ             | 窪田篤人 | 楠田泰之 |
| 16   | 2月14日        | 青春記念               | 桜井秀雄 | 楠田泰之 |
| 17   | 2月21日        | 聞いて驚け             | 窪田篤人 | 鈴木利正 |
| 18   | 2月28日        | 悲しけりゃ             | 窪田篤人 | 桜井秀雄 |
| 19   | 3月7日         | 受験前線通過中         | 窪田篤人 | 楠田泰之 |
| 20   | 3月14日        | 輝け! ワースト・スリー | 窪田篤人 | 楠田泰之 |
| 21   | 3月21日        | 3D+浪人=4D             | 窪田篤人 | 鈴木利正 |
| 22   | 3月28日        | くたばれオニ山         | 窪田篤人 | 鈴木利正 |
| 23   | 4月11日        | 悩ましいんです         | 窪田篤人 | 楠田泰之 |
| 24   | 4月18日        | 気が気じゃない         | 窪田篤人 | 楠田泰之 |
| 25   | 4月25日        | 純粋異性交遊           | 窪田篤人 | 鈴木利正 |
| 26   | 5月2日         | あゝ! 結婚             | 窪田篤人 | 鈴木利正 |
| 27   | 5月9日         | 五月の恋は切なくて     | 窪田篤人 | 楠田泰之 |
| 28   | 5月16日        | 困ったなァ             | 窪田篤人 | 楠田泰之 |
| 29   | 5月23日        | 優しいあいつ           | 窪田篤人 | 楠田泰之 |
| 30   | 5月30日        | ヒバリよ高らかに       | 窪田篤人 | 楠田泰之 |